# Lihme
Lihme is een plaats in de Deense regio Midden-Jutland, gemeente Skive. De plaats telt 334 inwoners (2008).